# Conflit interbaasiste
Le conflit interbaasiste était un conflit idéologique, civil et militaire entre la Faction dominée par les Syriens et le Faction dominée par les Irakiens du Parti Baas.

## Début
La branche d'origine du parti se sépare en deux factions, celle de Damas et celle de Bagdad à la suite du coup d'État de 1966 en Syrie où la branche panarabe représentée par Michel Aflak et Salah Eddine Bitar est expulsée du pouvoir en faveur d'une branche "régionaliste" syrienne menée par Salah Jadid et Hafez el-Assad. Dans les années 1970, les deux Baas parviennent à se réconcilier mais en 1979, Ahmed Hassan al-Bakr est évincé du pouvoir par Saddam Hussein en Irak et celui-ci mènera une purge au sein du Baas irakien en accusant le Baas syrien de complot contre l'Irak. Ce qui va mettre fin à la tentative d'union panarabe entre les deux pays. Les deux Baas et les deux nations deviennent alors rivales.
Dès 1980, alors que Saddam Hussein envahit l'Iran, menant à la guerre Iran-Irak, la Syrie baasiste  était proche de l'Iran islamique comme certaines autres franges du nationalisme arabe qui avaient été radicalement anti-Shah auparavant car le Shah était pro-occidental. L'alliance entre les baasistes syriens et les islamistes chiites débutent à la même époque tandis que l'Irak baasiste s'étaient rapprochée des occidentaux et des islamistes sunnites.
La rivalité prend également à propos des confessions des dirigeants baasistes irakiens et syriens. Les chefs baasistes irakiens étaient sunnites dans un Irak à majorité chiite duodécimain tandis que les chefs baasistes syriens étaient des chiites alaouites, une branche du chiisme duodécimain qui, contrairement aux jafarites d'Iran, d'Irak et du Liban, les alaouites ont un mode de vie très libéral et séculier. En ce sens, bien que les Frères musulmans syriens se sont rebellés entre 1976 et 1982 et étaient supposément censés être des camarades islamistes de l'Iran, le régime islamique iranien et Khomeini ont finalement soutenu le régime baasiste d'Hafez el-Assad qui était pourtant fortement laïc. A l'inverse, le régime irakien de Saddam Hussein et ses partisans syriens ont appuyé les Frères musulmans syriens.

## Différences idéologiques
Les différences sont devenues de plus en plus grandes entre les deux Baas.

### Panarabisme contre régionalisme
Le Baas syrien avait été plus à gauche, partisan d'un nationalisme arabe dit "régionaliste" (syrianiste) plutôt très à gauche de l'échiquier politique, tandis que le Baas irakien était toujours panarabiste et avait une orientation plutôt à droite et sectariste.

### Alaouisme et Sunnisme et laïcité contre Islamisme
La dimension religieuse avait également un lien dans la division. Les deux partis ont été en proie au sectarisme bien qu'ils fussent laïcs (le Baas irakien a toutefois rompu avec la laïcité en 1991).
Le Parti Baas syrien était dominé par des alaouites depuis 1966 jusqu'en 2000, ainsi que l'armée et la politique. En revanche, les services secrets syriens (ou Mukhabarak) étaient et sont toujours en très grande majorité dominés par les sunnites. L'armée syrienne est toutefois restée en majorité sunnite à l'exception de certains régiments plutôt alaouites. Sur le plan religieux, le Parti Baas syrien était et est toujours radicalement partisan de la laïcité et ne tolère aucune dérive islamiste dans le pays. Dans les années 2000, le parti et sa branche jeunesse ont mené des opérations contre la prolifération du niqab.
Le Parti Baas irakien étaient quant à lui dominé par des sunnites irakiens issus de région tribales à l'ouest de l'Irak, les services secrets irakiens et l'armée était dirigée par des sunnites et l'armée irakienne elle-même en majorité sunnite alors que les chiites sont majoritaires en Irak. En 1991, le Parti Baas irakien mène la campagne de la foi à l'instigation du bras droit de Saddam Hussein, Izzat Ibrahim al-Douri, qui était un soufi. La campagne de la foi est un tournant pour le Baas irakien : celui-ci rompt alors avec la laïcité, qui est pourtant essentielle et est un principe du baasisme. De ce fait, le gouvernement devient de plus en plus sectaire et anti-chiite. La campagne impliquait une variété de politiques, y compris de plus grandes libertés accordées aux groupes islamistes, de plus grandes ressources consacrées aux programmes religieux, un recours accru aux châtiments islamiques et une plus grande importance accordée à l'Islam dans tous les secteurs de la vie irakienne. Cette campagne de la foi radicalise également de nombreux sunnites et mène à l'explosion de l'islamisme sunnite alors que la campagne avait pour but non pas de favoriser l'Islamisme sunnite, mais de canaliser les islamistes sunnites, la canalisation a été un échec et de nombreux djihadistes sont apparus dans la région du Kurdistan irakien, dont Ansar al-Islam, allié d'Al-Qaïda dans les années 1990, dans des zones non contrôlées par le gouvernement irakien.

## Affrontement et scission entre factions baasistes pro-syrienne et pro-irakienne
Pendant la guerre civile libanaise (1975-1991), le Baas libanais était divisé en deux groupes hostiles, une faction pro-syrienne à majorité écrasante et une faction pro-irakienne minoritaire. Le Parti Baas – région du Liban était dominé par les pro-Assad et étaient alliés au Parti social nationaliste syrien au sein du Mouvement national libanais puis du Front national libanais de la résistance qui étaient une coalition de nationalistes arabes, pan-syrianistes, communistes et de chrétiens de droite anti-phalangistes.
Dans des pays comme l'Égypte et l'Algérie, les baasistes étaient majoritairement pro-irakiens.
En Irak, une branche du Parti Baas irakien s'est rebellée contre le régime de Saddam Hussein et la majorité du parti, le Parti Baas – Qutr al-Iraq était l'alliée de la Syrie et des groupes insurgés chiites pro-iraniens. Qutr al-Iraq a en somme participé à la révolte de 1991 contre le régime saddamiste.

## Conflit par procuration Syrie-Irak
La Syrie baasiste et l'Irak baasiste ont soutenu des camps opposés lors de la guerre civile libanaise de 1975-1991.
Le régime irakien soutenait les milices sectaires maronites après que celles-ci aient rompu leur alliance avec Israël en 1986 sous l'impulsion de Samir Geagea, le chef des Forces libanaises de 1986 à 1991. À l'inverse, le régime syrien appuyait les milices du Front national libanais de la résistance et des milices chrétiennes anti-israéliennes comme la Brigade Marada et les Forces libanaises – Commandement Exécutif, qui était une scission pro-syrienne des Forces libanaises.
Lors de la guerre de libération menée par le général Michel Aoun en 1989-1990 contre les forces syriennes et leurs alliés loyalistes gouvernementaux, Saddam Hussein a soutenu Aoun contre Hafez el-Assad et Elias Hraoui.
Durant la guerre du Golfe en 1990-1991, le régime baasiste syrien a rejoint la coalition internationale contre le régime irakien. 
Enfin, en 1991, lors de l'Insurrection irakienne de 1991, le régime baasiste syrien a soutenu les insurgés islamistes chiites de Mohammed Bakir al-Hakim et d'Hadi al-Ameri, appuyé par des baasistes irakiens pro-Assad rebellés contre Saddam Hussein, mené par Fawzi Mutlaq al-Rawi.